# Ултиматум
Ултиматум (на латински: ultimatum) – искане, свързано с ограничение на време, принуждаващо към изпълнение, а също така със заплаха за сериозни последствия в случай на неизпълнение. Ултиматумът е демонстрация на нежелание на каквито и да е преговори.
Ултиматуми се използват преди всичко в политиката и предшестват военни действия. Понякога ултиматуми се използват и в личния живот, икономиката, етнически спорове и др.